# Арсіноя I
Арсіноя I (дав.-гр. Αρσινόη, між 305 до н. е. та 295 до н. е. — після 248 до н. е.) — цариця Єгипту у 289–279 роках до н. е.

## Життєпис
Була донькою Лісімаха, царя Фракії, та Нікеї Антипатриди. Про дитинство немає відомостей. У 289 році до н. е. вийшла заміж за єгипетського царя Птолемея II Філадельфа. Цей шлюб став запорукою союзу між Лісімахом й Птолемеєм проти Селевка I. Мала від нього 2 синів й 1 доньку.
Близько 279 року до н. е. через помсту за прихильність Птолемея II до сестри-цариці Арсиної II влаштувала проти нього змову, яку було розкрито. Всі його учасники були страчені, а Арсіноя втратила статус цариці та була заслана до м. Коптос у Верхньому Єгипті. Тут вона прожила майже 20 років, не відчуваючи нестатку грошей. Проте їй не дозволялося залишати місце заслання. Померла, ймовірно, незадовго до смерті її колишнього чоловіка.

## Родина
Чоловік — Птолемей II Філадельф.
Діти:
- Птолемей (284 до н. е.—222 до н. е.), цар Єгипту в 246–222 роках до н. е.
- Лісімах (д/н-бл. 220 до н. е.)
- Береніка (275–246 до н. е.), дружина Антіоха II Теоса, царя Сирії